# Yéremi Pino
Yéremi Jesús Pino Santos (Las Palmas de Gran Canaria, España, 20 de octubre de 2002), conocido como Yeremy, es un futbolista español que juega de delantero en el Villarreal C. F. de la Primera División de España.

## Trayectoria
Yéremy Pino llegó al Villarreal procedente de la Unión Deportiva Las Palmas después de que ojeadores del Villarreal lo vieran jugando con el combinado cadete y luego en el campeonato de selecciones autonómicas de España disputado en Canarias en 2016.
A partir de 2020 formó parte del segundo equipo, el Villarreal C. F. "B", debutando incluso como profesional con el primer equipo del Villarreal C. F. el 22 de octubre del mismo año, en un partido de la Liga Europa de la UEFA 2020-21, que terminó en victoria del Villarreal por 5-3 frente al Sivasspor. Una semana después marcó su primer gol en la misma competición frente al Qarabağ F. K., que terminó con victoria del conjunto amarillo por 1-3.
En noviembre de 2021 el club anunció su renovación hasta 2027. El 12 de noviembre de 2023 sufrió una grave lesión de la rodilla izquierda que se preveía lo iba a dejar fuera de los terrenos de juego para todo lo que quedaba de temporada.

## Selección nacional
Yéremi ha sido internacional sub-16, sub-17 y sub-18 con la selección de fútbol de España. Fue convocado para el Mundial sub-17 de 2019, pero no pudo acudir por una importante lesión en un ojo dos días antes de su comienzo.
En 2021 fue convocado para el Europeo Sub-21, sustituyendo al lesionado Mateu Morey. Ese mismo año debutó con la absoluta tras jugar casi toda la segunda mitad de la semifinal de la Liga de Naciones de la UEFA ante Italia.

### Participaciones en Copas del Mundo
| Mundial      | Sede  | Resultado        | Partidos | Goles |
| ------------ | ----- | ---------------- | -------- | ----- |
| Mundial 2022 | Catar | Octavos de final | 0        | 0     |

### Goles internacionales
| N.º | Fecha                   | Estadio                                                           | Rival    | Gol | Resultado | Competición                                          |
| --- | ----------------------- | ----------------------------------------------------------------- | -------- | --- | --------- | ---------------------------------------------------- |
| 1   | 29 de marzo de 2022     | Estadio de Riazor, La Coruña, España                              | Islandia | 3-0 | 5-0       | Amistoso                                             |
| 2   | 15 de junio de 2023     | De Grolsch Veste, Enschede, Países Bajos                          | Italia   | 1-0 | 2-1       | Fase final de la Liga de Naciones de la UEFA 2022-23 |
| 3   | 18 de noviembre de 2024 | Estadio Heliodoro Rodríguez López, Santa Cruz de Tenerife, España | Suiza    | 1-0 | 3-2       | Liga de Naciones de la UEFA 2024-25                  |

## Estadísticas

### Clubes
Actualizado al último partido disputado el 25 de mayo de 2025.
| Club                          | Div.          | Temporada     | Liga  | Liga  | Liga   | Copas nacionales | Copas nacionales | Copas nacionales | Copas internacionales | Copas internacionales | Copas internacionales | Total | Total | Total  |
| Club                          | Div.          | Temporada     | Part. | Goles | Asist. | Part.            | Goles            | Asist.           | Part.                 | Goles                 | Asist.                | Part. | Goles | Asist. |
| ----------------------------- | ------------- | ------------- | ----- | ----- | ------ | ---------------- | ---------------- | ---------------- | --------------------- | --------------------- | --------------------- | ----- | ----- | ------ |
| Villarreal C. F. "C" · España | 3.ª           | 2019-20       | 20    | 3     | 0      | —                | —                | —                | —                     | —                     | —                     | 20    | 3     | 0      |
| Villarreal C. F. "C" · España | Total club    | Total club    | 20    | 3     | 0      | 0                | 0                | 0                | 0                     | 0                     | 0                     | 20    | 3     | 0      |
| Villarreal C. F. · España     | 1.ª           | 2020-21       | 24    | 3     | 1      | 4                | 3                | 0                | 9                     | 1                     | 0                     | 37    | 7     | 1      |
| Villarreal C. F. · España     | 1.ª           | 2021-22       | 31    | 6     | 4      | 1                | 0                | 0                | 8                     | 1                     | 0                     | 40    | 7     | 4      |
| Villarreal C. F. · España     | 1.ª           | 2022-23       | 36    | 4     | 5      | 2                | 0                | 0                | 8                     | 0                     | 1                     | 46    | 4     | 6      |
| Villarreal C. F. · España     | 1.ª           | 2023-24       | 7     | 0     | 0      | 0                | 0                | 0                | 3                     | 0                     | 0                     | 10    | 0     | 0      |
| Villarreal C. F. · España     | 1.ª           | 2024-25       | 34    | 4     | 7      | 1                | 0                | 2                | ―                     | ―                     | ―                     | 35    | 4     | 9      |
| Villarreal C. F. · España     | Total club    | Total club    | 132   | 17    | 17     | 8                | 3                | 2                | 28                    | 2                     | 1                     | 168   | 22    | 20     |
| Total carrera                 | Total carrera | Total carrera | 152   | 20    | 17     | 8                | 3                | 2                | 28                    | 2                     | 1                     | 188   | 25    | 20     |
| 1. 2.                         |               |               |       |       |        |                  |                  |                  |                       |                       |                       |       |       |        |

## Palmarés

### Títulos internacionales
| Título                      | Club                | Sede         | Año  |
| --------------------------- | ------------------- | ------------ | ---- |
| Liga Europa de la UEFA      | Villarreal C. F.    | Gdansk       | 2021 |
| Liga de Naciones de la UEFA | Selección de España | Países Bajos | 2023 |